# África Oriental Alemã
```
   |-
       |
Erro:
:  
valor não especificado para "
nome_comum
"

   |-
       | 
Erro:
:  
valor não especificado para "
continente
"
```

A África Oriental Alemã (em alemão Deutsch-Ostafrika) foi uma colônia alemã no leste do continente africano que incluía os territórios posteriormente conhecidos como Tanganica (a porção continental do que é hoje a Tanzânia), Burundi e Ruanda e o Triângulo de Quionga. Criada durante os anos 1880 e dissolvida durante a Primeira Guerra Mundial, quando aquela região foi tomada por forças britânicas, a colônia cobria uma área de 994 996 km².
Em 3 de março de 1885, o governo alemão anunciou que havia concedido uma carta imperial (assinado por Otto von Bismarck em 27 de fevereiro) a empresa de Carl Peters que pretendia estabelecer um protetorado na África Oriental.